# Недум Онуоха
Чинедум „Недум“ Онуоха (на английски: Chinedum „Nedum“ Onuoha) е английски футболист с нигерийски произход. Обикновено играе като централен защитник, но може да играе и като ляв или десен бек.
Роден е в Нигерия, отраства в Манчестър. Първият му официален мач за Манчестър Сити е срещу Арсенал, на 27 октомври 2004, като тогава е на 17 години.